# 巴斯克人
巴斯克人（巴斯克語： [eus̺kaldunak]；西班牙語： [ˈbaskos]；法語： [bask]）是一个居住于西班牙中北部以及法国西南部的民族。

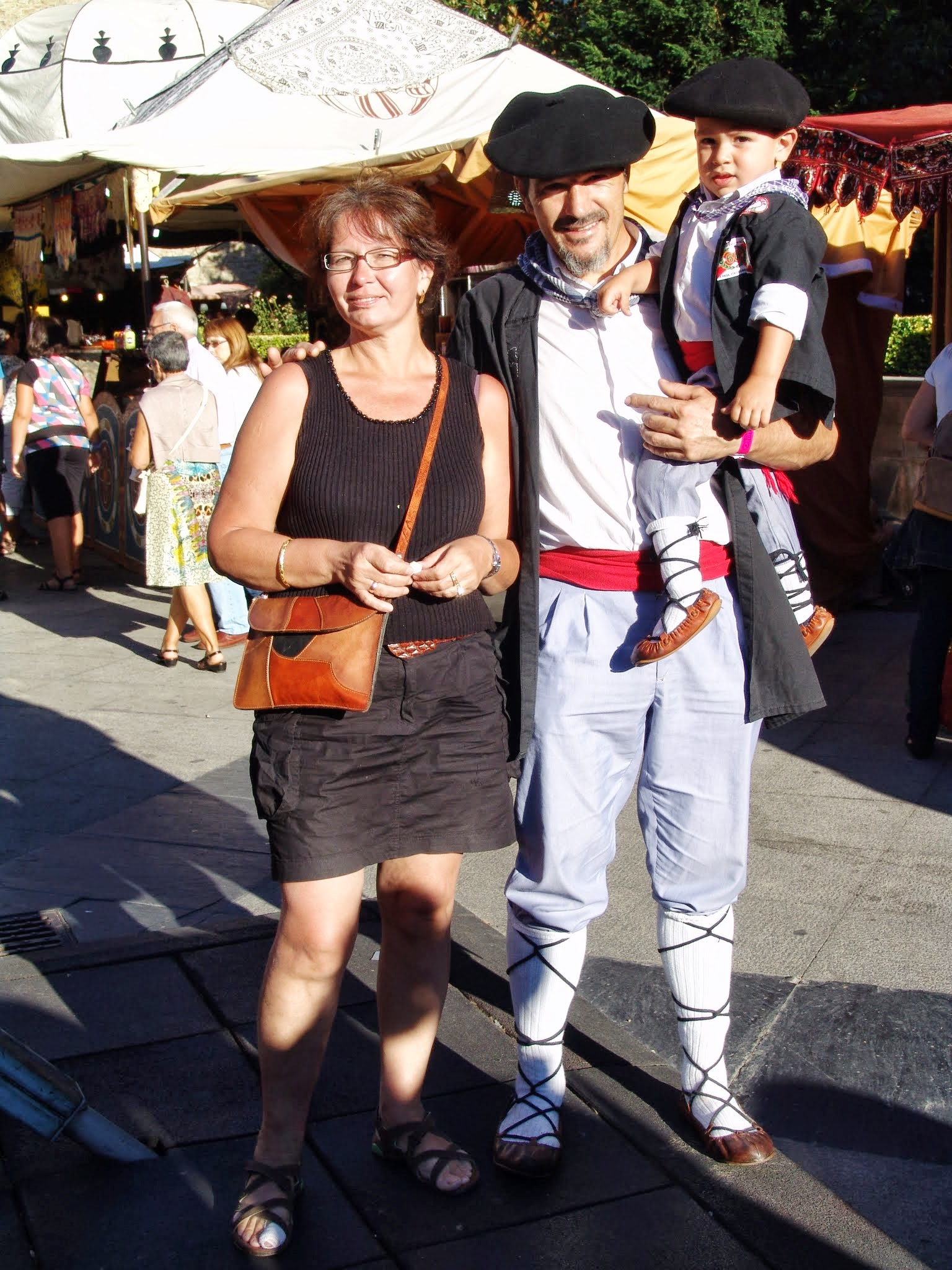
巴斯克人

## 起源
巴斯克人可能是欧洲舊石器时代居民克羅馬儂人的後裔，主要根據是巴斯克语和印欧语系基本上没有联繫，可见巴斯克人在印欧人进入欧洲之前，早已在伊比利半島上生活。
2015年，瑞典烏普薩拉大學發表一篇基因科學研究，認為巴斯克人是新石器時代的農民後裔，但基因混合參有當地中石器時代獵人族群，兩者結合的基因與歐洲其他地區的基因，隔離數千年獨立發展。
該研究分析西班牙北部阿塔普埃爾卡的埃尔波尔塔隆（El Portalón）洞穴中的八具石器時代人類遺骸，發現這些人在3,500-5,500年前已過渡成為農業生活，是當今巴斯克人的近代祖先。因此認為巴斯克人祖先可追溯到伊比利亞半島的早期農業群體，而非其他研究早先推論的中石器時代狩獵採集群體的遺留族群。在大約兩千年的時間中，巴斯克人的新石器時代早期農民基因與當地西南地區的狩獵採集者基因持續混合。
研究也發現，雖然巴斯克人在數千年中相對孤立，但後來遷徙到伊比利亞半島後，也與其他伊比利亞人群體基因混合。因此這個巴斯克混合群體的基因也是現代伊比利亞人祖先基因之一。

## 历史

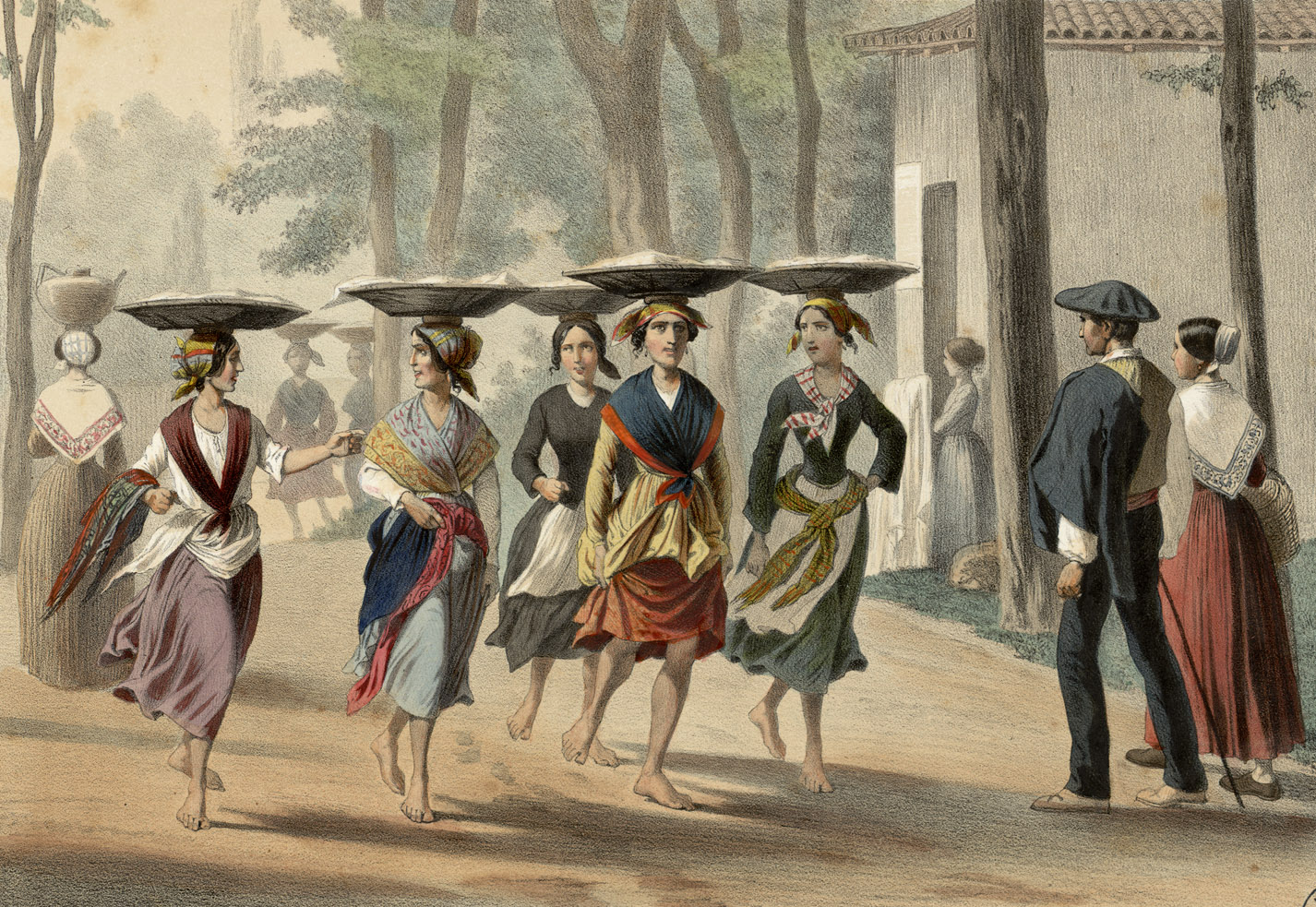
巴約納的巴斯克女人

在中世纪早期，位于埃布羅河和加龍河之间的土地叫作“巴斯科尼亚”，在卡斯蒂利亚贵族统治之下被联合起来。在穆斯林入侵和查理曼的法兰克帝国扩张之后，这片土地被分裂，并最终于九世纪时形成了两个主要的王国卡斯蒂利亚王国和潘普洛納王国。
这一地区后来被称为納瓦拉，经历了封建制，并受到它的强大邻居阿拉贡、卡斯蒂利亚和法国的影响，卡斯蒂利亚于11世纪和12世纪以及从1512年到1521年吞并了它的部分土地。納瓦拉的剩余部分被整合进法国。
虽然如此，巴斯克行省还是享受了大量的自治权利，直到北部发生了法国大革命，并且南方发生了宗教战争试图建立一个天主教神权君主国。从那时起，巴斯克族社会里的一部分人就试图建立一个獨立政权，而不滿于西班牙规定的“巴斯克地區”的自治权。
由於巴斯克語與印歐語系無關，因此長期以來人們一直認為它代表了那些在印歐語系傳播之前佔領歐洲的人或文化。對巴斯克遺傳模式的綜合分析表明，巴斯克遺傳的獨特性早於大約7000年前農業在伊比利亞半島的到來。人們認為巴斯克人是西歐早期居民的剩餘，特別是佛朗哥，坎塔布連地區的居民。羅馬時代，斯特拉波和普林尼提到巴斯克部落，包括瓦斯孔人、阿基坦人等等。有足夠的證據支持這一假設，即當時和後來他們講的是巴斯克語的舊語種。在中世紀初期左右的領土埃布羅河和加龍河被稱為“瓦斯科尼亚”，一個定義模糊的民族地區和奮力抵擋來自伊比利亞壓力的政治實體西哥特王國和阿拉伯人的向南統治，還有法蘭克從北方進攻。在第一個千年之交，瓦斯科尼亞的領土分裂成不同的封建地區，如苏勒和拉布尔，而比利牛斯山脈的南部則是卡斯蒂利亞，潘普洛納和比利牛斯的縣。阿拉貢、索夫拉韦、里瓦戈尔萨（後來的阿拉貢王國）和帕拉斯成為9世紀和10世紀巴斯克人口的主要區域實體。潘普洛納王國是一個中央巴斯克王國，後來被稱為納瓦拉，經歷了一個封建的過程，並受到其更大的阿拉貢人，卡斯蒂利亞人和法國鄰居的影響。卡斯蒂利亞通過征服關鍵的西部地區（1199-1201）剝奪了納瓦拉的海岸線，使該王國成為內陸國家。巴斯克人陷入了派系战争，这是当地统治家族之间激烈的派系之战。在纳瓦拉内战的削弱下，王国的大部分地区最终在西班牙军队的进攻下陷落（1512-1524）。然而，比利牛斯山脉以北的纳瓦拉领土仍然在日益强大的西班牙的掌控之下。下纳瓦拉在1620年成为法国的一个行省。
然而，在法國大革命（1790年）和卡洛斯战争（1839年、1876年）之前，巴斯克人享有大量的自治權，當時巴斯克人支持繼承人卡洛斯五世及其後代。在庇里牛斯山的兩邊，巴斯克人失去了他們在旧制度期間拥有的本土製度和法律。从那时起，尽管西班牙宪法规定了巴斯克自治区和纳瓦拉的部分自治地位，但許多巴斯克人仍然爭取更大的自主權，有時甚至訴諸暴力行為表達訴求拉布尔、下纳瓦拉和苏勒成立独立省份（从1790年开始），巴斯克人为建立一个特定于地区的政治行政实体所做的努力迄今未能取得成功。然而，2017年1月，法国巴斯克地区建立了一个单一的城市圈公共社区。

## 地理

### 政治和行政区划

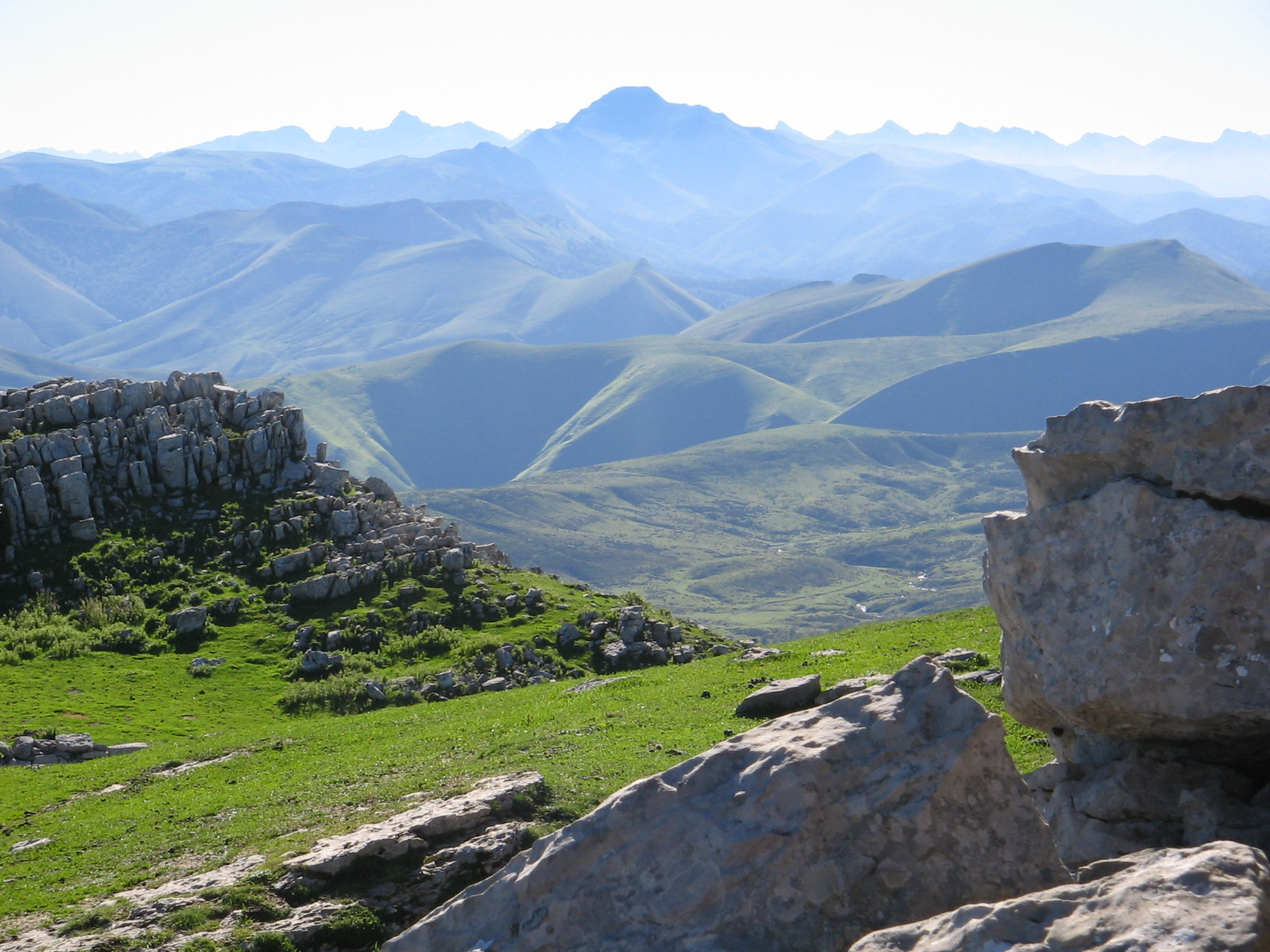
巴斯克地区的山脉

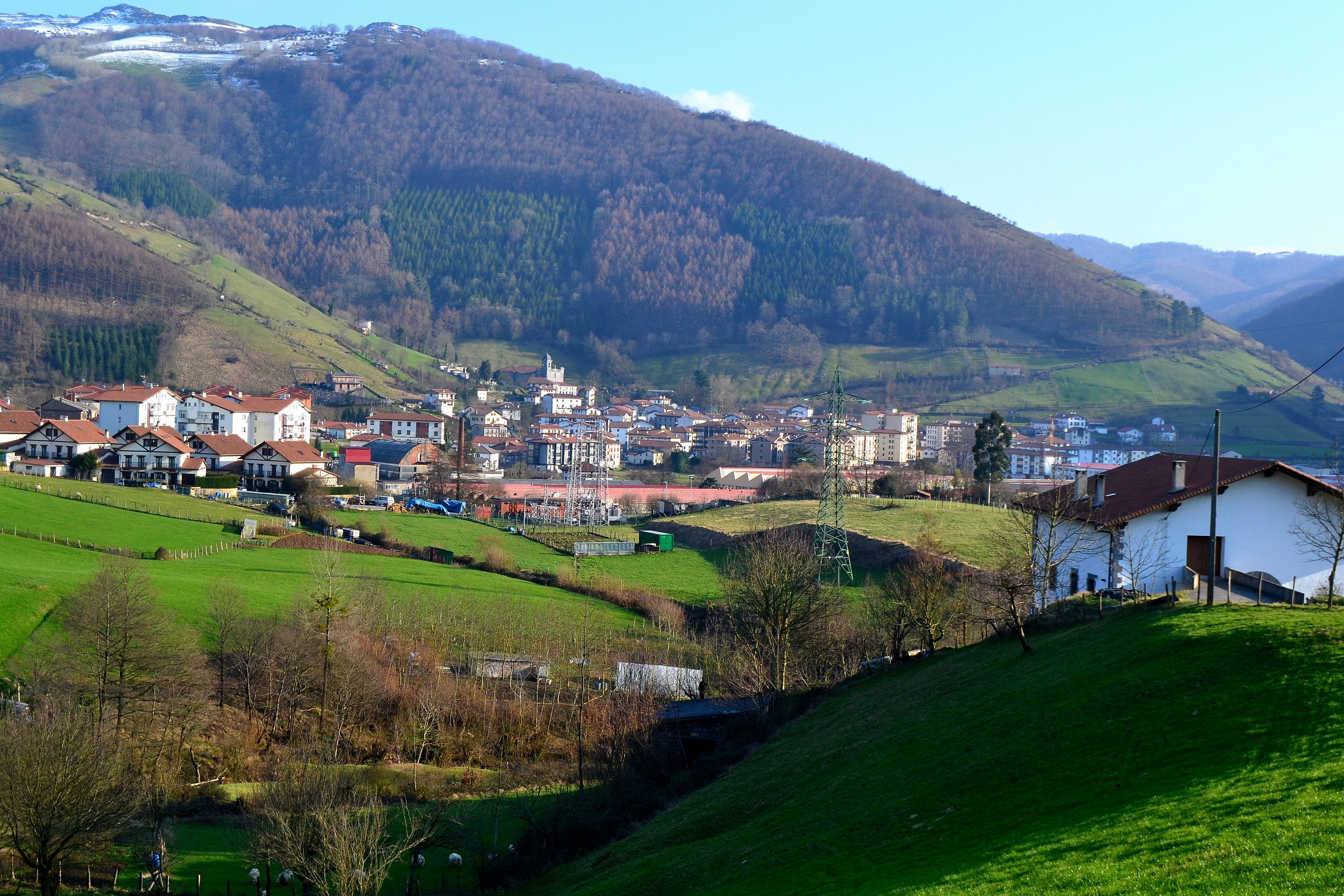
莱萨，位于巴斯克地区纳瓦拉自治区

巴斯克自治區（西班牙語：Comunidad Autónoma Vasca，简称CAV，简称EAE）由西班牙阿拉瓦、比斯开和吉普斯夸三个省组成。
西班牙巴斯克自治區只包括七个历史省份中的三个。有时作家和公共机构只考虑到西部的三个省，就将其简称为“巴斯克地区”。其他人则认为这种用法不准确，在提到这个实体或地区时，都会小心翼翼地采用“巴斯克自治區”（或类似的表达方式，如“三个省”，在1978年以前，西班牙语称为“Provincias Vascongadas”）。同样地，用“巴斯克政府”代指“巴斯克自治区政府”也很常见，但不通用。而法语的“Pays Basque”，在没有进一步限定的情况下，既指整个巴斯克地區，也经常指北巴斯克地区。
根据西班牙目前的宪法，纳瓦拉构成了一个独立的实体，即纳瓦拉自治区（西班牙語：Comunidad Foral de Navarra）。该自治区政府为纳瓦拉政府。在历史背景下，“纳瓦拉”可指一个更广泛的地区，包括位于今法国境内的下纳瓦拉，而与之相对的“上纳瓦拉”一词则是指今天西班牙巴斯克自治區的领土。
巴斯克地区还有三个位于法国的历史省份：拉布尔、下纳瓦拉和苏勒，在法国现今的政治和行政领土组织中没有官方地位，对巴斯克民族主义者只有轻微的政治支持。许多地区和地方的民族主义和非民族主义代表多年来一直发动运动，主张建立一个独立的巴斯克省，而这些要求却没有得到法国政府的重视。

### 人口、主要城市和語言

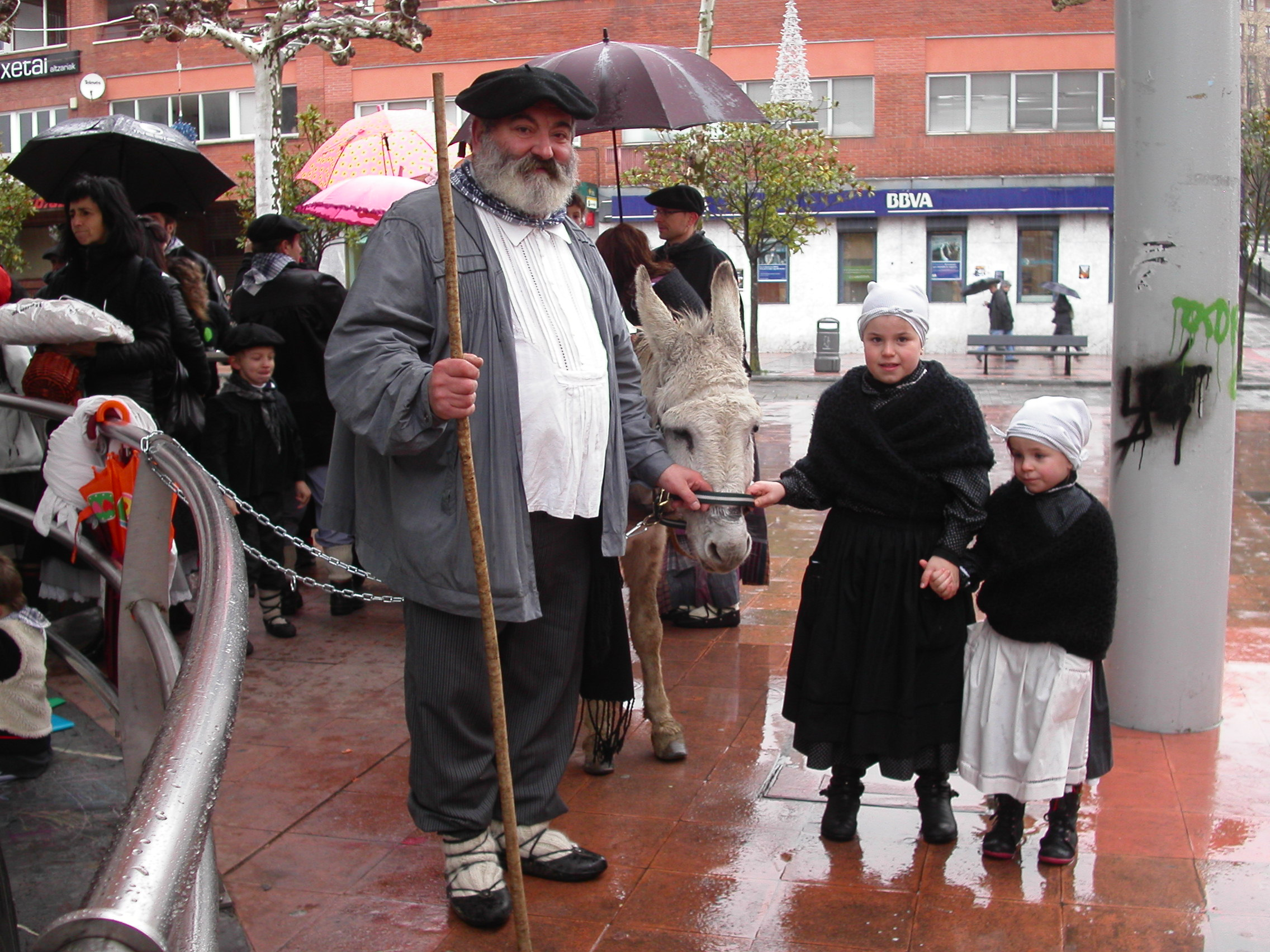
吉普斯夸省的奥伦采罗

巴斯克自治區有212.3万人（27.9万人在阿拉瓦省，116万人在比斯開省，68.4万人在吉普斯夸省）。该自治区最大城市为毕尔巴鄂（比斯开省）、圣塞瓦斯蒂安（吉普斯夸省）和维多利亚（阿拉瓦省），它们也是各省省会。自治区官方语言为巴斯克语和西班牙语双语。根据西班牙宪法（第3条），西班牙语知识是强制性的，而根据自治法（第6条），了解和使用巴斯克语是一项权利，因此仅通晓西班牙语是普遍情况。在佛朗哥独裁统治时期，由于官方的迫害，巴斯克语逐年式微，但由于官方语言政策的优惠和民众的支持，巴斯克语又开始回暖。目前，巴斯克自治区约有33%的人口讲巴斯克语。
纳瓦拉自治区有601,000人，首府和主要城市为潘普洛纳，其也被许多巴斯克民族主义者视为巴斯克人的历史首都。纳瓦拉的官方语言仅为西班牙语，而巴斯克语仅在自治区北部地区与西班牙语同为共同官方语言，大多数讲巴斯克语的纳瓦拉人都集中在此处。
約有25萬人生活在法國巴斯克地區，大部分人口居住在海岸的巴约讷-昂格莱特-比亚里茨城市帶（BAB）或附近。传统上，在BAB城市带以外的地区，大多数人都使用巴斯克语，但其如今正迅速被法语取代。法国巴斯克地区在法国国家内没有自治权，再加上巴斯克语在该地区没有官方地位。试图在地方行政中引入双语的做法，至今都会遭到法国官员的直接拒绝。

## 文化

### 語言
巴斯克語的識別語言稱為巴斯克語，今天佔該地區人口的25％-30％。巴斯克人用“euskaldun”來稱呼他們自己，且用“Euskal Herria”稱呼巴斯克地區，字面意思分別是「說巴斯克語的人」以及“巴斯克語的國家”，因此該語言是巴斯克文化的核心。巴斯克語已成為西班牙和法國官方政策限制其使用的歷史或目前的政治問題；然而，這並沒有阻止這種日益活躍的少數民族語言的教學、演講、寫作和培養。這種與當地語言聯繫在一起的巴斯克身份感並不是孤立存在的。它與西班牙語和法語等巴斯克語中使用的同樣強烈的民族認同感並列。與許多歐洲國家一樣，區域特徵，無論是語言上的衍生還是其他方式，與更廣泛的國家特徵並不相互排斥。例如，法國的巴斯克橄欖球聯盟球員伊马诺尔·哈里诺尔多基談到了他的國民身份：「我是法國人和巴斯克人。沒有衝突，我為兩者感到自豪。我有朋友參與政治方面的事情，但這不適合我。我唯一感興趣的是文化、巴斯克語、民族、我们的歷史和生活方式。」
由於國家語言的推廣、學校政策、大眾媒體和移民的影響，今天幾乎所有的巴斯克人（除了一些學齡以下的孩子）都說他們所在州的官方語言（西班牙語或法語）。巴斯克單語人士極少：基本上所有巴斯克人都在邊境兩邊都是雙語人士。西班牙語或法語通常是來自其他地區的公民的第一語言（他們通常不需要學習巴斯克語），而西班牙語或法語也是許多巴斯克人的第一語言，這兩個語言在法國與西班牙各自享有國家語言的地位。和西班牙最近的巴斯克政府政策旨在改變這種模式，因為它們被視為對主流使用少數民族語言的潛在威脅。
與其他歐洲語言相比，巴斯克語被認為是一種遺傳的語言分離，幾乎所有語言都屬於廣泛的印歐語系。巴斯克語的另一個特點是它在現在的地域內及其周圍不斷地使用，比其他現代歐洲語言更長，這些語言都是通過人口遷移或其他文化傳播過程在歷史或史前時期引入的。然而，將巴斯克描述為“歐洲最古老的語言”和“世界上獨一無二的語言”的流行刻板印象可能會被誤解，並導致錯誤的假設。幾個世紀以來，巴斯克一直與鄰近的西歐語言保持著聯繫，並與之共享眾多詞彙屬性和類型特徵；因此誇大巴斯克人的“古怪”特徵是誤導性的。巴斯克語也是一種現代語言，用於當今出版和傳播形式的書面和印刷語言，以及在廣泛的社會和文化背景，風格和註冊中使用的語言。

### 飲食
巴斯克飲食是巴斯克文化的核心，受到周边社区以及来自海洋和陆地的农产品的影响。巴斯克文化在20世纪的一个特点是“乔科”（Txoko），即男人们聚集在一起烹饪和享受自己的食物聚会。直到最近，女性在一年中只有一天被允许进入。苹果酒屋（Sagardotegiak）是吉普斯夸受欢迎的餐厅，会在苹果酒上市时营业几个月。

### 文化生產
在20世紀末，儘管有ETA暴力（2010年結束）和重工業危機，但巴斯克的經濟狀況顯著恢復。他們從佛朗哥政權中脫穎而出，重振了語言和文化。巴斯克語在地理上擴大，主要是潘普洛納，畢爾巴鄂和巴約訥等主要城市中心的大幅增長，幾十年前巴斯克語幾乎消失了。如今，巴斯克人的數量正在保持其水平或略有增加。